# Хоббс, Хелен
Хелен Хоббс (Helen Haskell Hobbs; род. 5 мая 1952, Бостон, Массачусетс) — американский учёный-медик, генетик.
Профессор University of Texas Southwestern Medical Center и исследователь Медицинского института Говарда Хьюза, член Национальных Академии наук (2007) и Медицинской академии (2004) США.

## Биография
Окончила Стэнфордский университет, где училась в 1971—1974 гг., бакалавр биологии человека. Получила степень доктора медицины в Университете Кейс Вестерн резерв, где занималась для этого в 1975—1979 гг. В 1979—1980 гг. интерн в Нью-Йорке. Затем с 1980 года связала свою жизнь с University of Texas Southwestern Medical Center, в 1983—1987 гг. постдок в лаборатории Нобелевских лауреатов М. Брауна и Дж. Голдстайна, с 1987 года ассистент-профессор, с 1991 года ассоциированный профессор, с 1995 года профессор, одновременно с 1987 года глава подразделения медицинской генетики. С 2002 года также исследователь Медицинского института Говарда Хьюза. Состоит членом Alpha Omega Alpha (1979), American Society for Clinical Investigation (1991), Association of American Physicians (1997). Член Американской академии искусств и наук (2006).
Замужем, двое детей.

## Награды и отличия
- Alfred S. Maschke Award, Университет Кейс Вестерн резерв (1979)
- Syntex Scholar (1987—1990)
- Established Investigator, Американская ассоциация сердца (1990—1995)
- Bristol Myers Squibb Metabolism Freedom to Discover Research Grant (2002—2007)
- Почётный доктор медицины итальянского Университета Феррары (2003)
- Heinrich Wieland Prize[англ.], Boehringer Ingelheim Foundation (2005)
- Clinical Research Prize, Американская ассоциация сердца (2005)
- Distinguished Alumnus Award, Университет Кейс Вестерн резерв (2006)
- Distinguished Scientist Award, Американская ассоциация сердца (2007)
- Glorney-Raisbeck Award, New York Academy of Medicine[англ.] (2007)
- International Society of Atherosclerosis Prize (2012, первый удостоенный)
- Robert J. and Claire Pasarow Foundation Medical Research Award[англ.] (2013)
- Премия за прорыв в области медицины (2015)
- Pearl Meister Greengard Prize[англ.], Рокфеллеровский университет (2015)
- Passano Award[англ.] одноимённого фонда (2016, совместно с Jonathan C. Cohen[нем.])
- Schottenstein Prize in Cardiovascular Sciences[англ.] (2017)
- George M. Kober Lectureship[нем.] (2018)
- Harrington Prize for Innovation in Medicine[нем.] (2018)[3]
- Grand Prix scientifique de la Fondation Lefoulon-Delalande[англ.], Институт Франции (2018, совместно с Catherine Boileau и Nabil Seidah[англ.])[4]